# Frissons garantis
Pour les articles homonymes, voir Never a Dull Moment.
Pour plus de détails, voir Fiche technique et Distribution.
Frissons garantis (Never a Dull Moment) est un film américain de Jerry Paris, sorti en 1968. C'est l'adaptation du roman A Thrill a Minute with Jack Albany (1967) de John Godey.

## Synopsis
L'acteur de seconde zone Jack Albany est confondu avec Ace Williams, un tueur diabolique, et se retrouve emmené de force dans la demeure protégée du gangster Leo Smooth.
Albany est alors obligé de jouer la comédie, malgré tous les malfrats autour de lui, même quand il se retrouve en mauvaise posture quand il doit jouer un rôle essentiel dans le vol du chef-d'œuvre de Vincent van Gogh, le tableau Les Tournesols. Mais, au moins, il y a la charmante professeur d'art Sally, qui pourrait devenir une alliée si jamais elle croit à son histoire...

## Fiche technique
- Titre original : Never a Dull Moment
- Titre français : Frissons garantis
- Réalisation : Jerry Paris assisté de John C. Chulay
- Scénario : A. J. Carothers d'après un livre de John Godey
- Photographie : William E. Snyder
- Montage : Marsh Hendry
- Direction artistique : Carroll Clark, John B. Mansbridge
- Dialogue : Robert Hoffman
- Décors : Emile Kuri, Frank R. McKelvy
- Artiste matte : Alan Maley
- Effets spéciaux : Eustace Lycett, Robert A. Mattey
- Coiffure : La Rue Matheron
- Maquillage : Gordon Hubbard
- Costume : Bill Thomas (conception), Chuck Keehne, Neva Rames
- Musique : Robert F. Brunner
  - Chansons : Mel Leven, Richard M. Sherman, Robert B. Sherman
  - Orchestration : Cecil A. Crandall
  - Montage : Evelyn Kennedy
- Technicien du son : Robert O. Cook (supervision), Dean Thomas (mixeur)
- Cascadeurs : Richrd Farnsworth, Max Kleven, Walt La Rue
- Producteur : Ron Miller assisté de Tom Leetch
- Société de production : Walt Disney Productions
- Société de distribution : Buena Vista Distribution Company
- Pays d'origine : États-Unis
- Format : Couleurs - 1,75:1 - Mono - 35 mm
- Durée : 99 minutes
- Date de sortie : 26 juin 1968

Sauf mention contraire, les informations proviennent des sources suivantes : Leonard Maltin, Dave Smith, Mark Arnold, IMDb

## Distribution
- Dick Van Dyke (VF : Dominique Paturel) : Jack Albany
- Edward G. Robinson (VF : Louis Arbessier) : Leo Joseph Smooth
- Dorothy Provine : Sally Inwood
- Henry Silva (VF : Roger Rudel) : Frank Boley
- Joanna Cook Moore : Melanie Smooth
- Tony Bill : Florian
- Slim Pickens (VF : Jacques Dynam) : Cowboy Schaeffer
- Jack Elam (VF : Jacques Balutin) : Ace Williams
- Ned Glass : Rinzy Tobreski
- Richard Bakalyan : Bobby Macoon
- Mickey Shaughnessy : Francis
- Philip Coolidge : Fingers Felton
- James Millhollin : le directeur du musée
- Eleanor Audley : Matron
- Anthony Caruso : Tony Preston
- John Cliff : Museum guard
- Paul Condylis : Lenny
- John Dennis : le deuxième garde du musée
- Rex Dominick : Sam
- Bob Homel : l'acteur télévisé no 1
- Ken Lynch : le lieutenant de police
- Tyler McVey : le commissaire Greyson
- Jerry Paris : le photographe de la police
- Jackie Russel : la femme sexy
- Johnny Silver : l'accessoiriste
- Dick Winslow : l'acteur télévisé no 2

Source : Leonard Maltin, Dave Smith, Mark Arnold et IMDb

## Sorties cinéma
Sauf mention contraire, les informations suivantes sont issues de l'Internet Movie Database.
- États-Unis : 28 juin 1968 ; 15 avril 1977
- Suède : 29 septembre 1969
- Finlande : 27 février 1970
- Japon : 28 février 1970
- France : octobre 1970
- Turquie : décembre 1972

## Origine et production
C'est la première et seule réalisation de Jerry Paris pour le studio Disney et ressemble aux autres films de Paris de l'époque comme Don't Raise the Bridge, Lower the River (1967) ou Viva Max! (1969). Le scénario est inspiré d'un roman de John Godey. Leonard Maltin indique que le film est une comédie musicale de Disney qui offre ainsi une nouvelle prestation à Dick Van Dyke. Le rôle de Van Dyke est un peu plus consistant que celui creux et peu amusant dans Lieutenant Robinson Crusoé (1966). Jerry Paris s'est octroyé un rôle dans le film aux côtés de Van Dyke comme photographe de la police.

## Sortie et accueil
Le film sort en salle le 26 juin 1968. Le journal The New York Times propose une critique largement négative de Frissons garantis qualifiant de « débonnaire », mais affirmant que « la majeure partie du film est très fatigante et surchargée. » Howard Thompson est toutefois content que le film soit accompagné d'une ressortie du court métrage Les Trois Petits Cochons (1933). Le film récolte 4,15 millions d'USD au box office,.
Selon IMDb, la ressortie en 1977 se fait conjointement avec la ressortie du film d'animation Les Trois Caballeros (1944), tronqué pour l'occasion. Le film a été diffusé dans l'émission The Wonderful World of Disney le 4 mars 1979 sur NBC.
Le film a été édité en vidéo en 1985.

## Analyse
Pour Mark Arnold, le film comme les autres réalisations de Jerry Paris est un peu plus sophistiqué que le film Disney classique tout en ayant l'atmosphère et l'apparence nécessaire pour être classer avec les autres productions du studio.